# Calle de las Huertas
La calle de las Huertas es una calle de Madrid del barrio de Cortes (en el reducto urbano del barrio de las Letras, también llamado de las Musas y de los comediantes), en el distrito Centro. Desciende paralela a la calle de Atocha, desde la plaza del Ángel a la plaza de la platería de Martínez. Toma su nombre de las "huertas del prado" que había en el siglo xvii en los terrenos vecinos al prado de los Jerónimos). En su recorrido se conservan edificios como el que fuera llamado Nuevo Rezado, los palacios de Santoña y Molins, algunos de ellos ocupados luego por instituciones como la Real Academia de la Historia.

## Historia

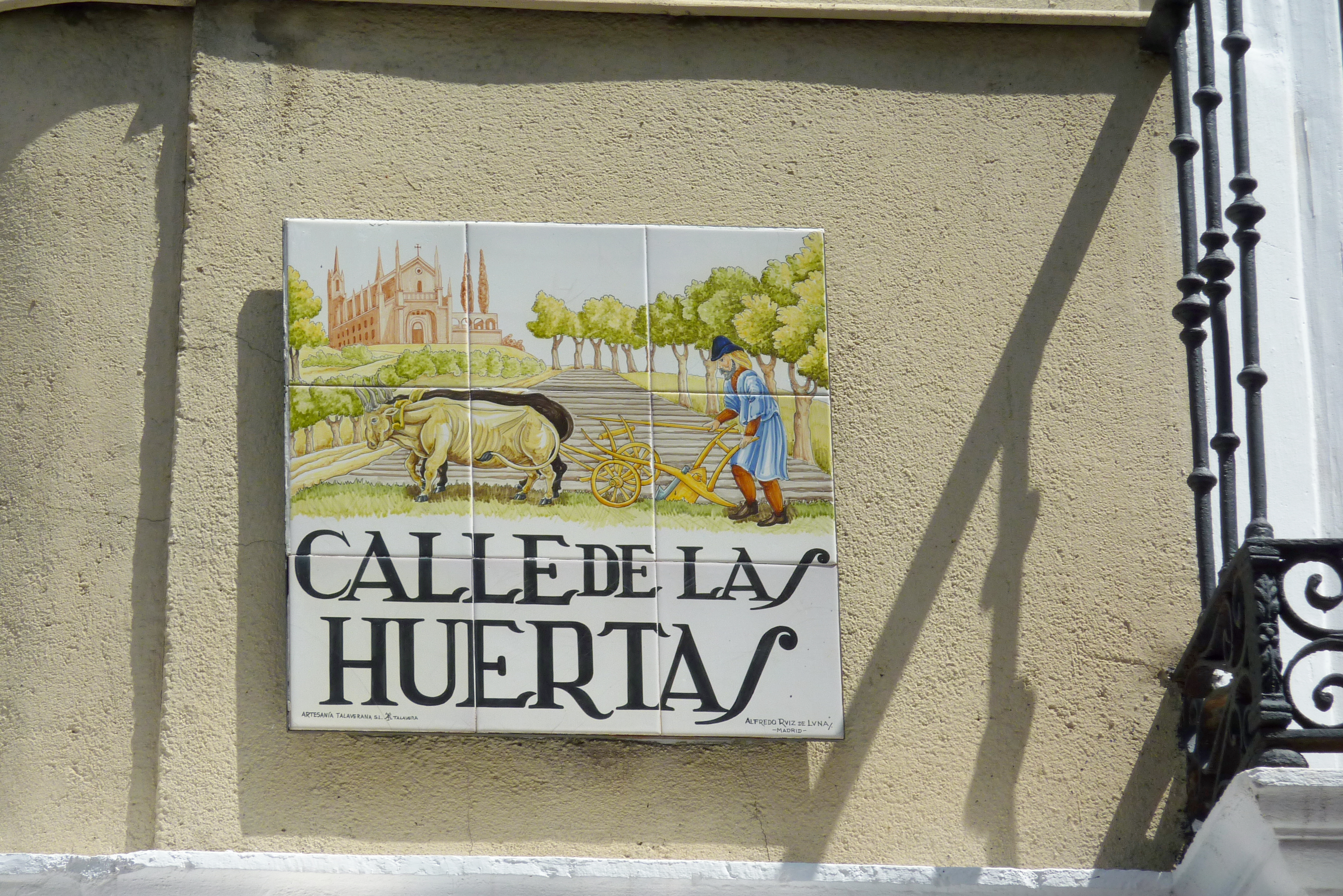
Placa de azulejos del callejero artístico de Madrid.

La existencia de ricas huertas pertenecientes al marqués de Castañeda o al convento de San Jerónimo –o quizá a ambos– se ofrece como origen de la calle y su nombre,  aunque distintas fuentes mencionan la posibilidad de otros huertos como los del viejo cementerio de la iglesia de San Sebastián y la lonja que se abría a la calle de Atocha, conjunto hortelano que da nombre a otras calles vecinas como la de la Berenjena. Aparece rotulada como camino de las Huertas en el plano de Espinosa.
Entre 1840 y 1841 se llamó calle de Máiquez, en memoria del actor y patriota del 2 de mayo de 1808. El cronista Répide en un pasaje lírico de su colección de calles de Madrid imagina que por esta calle de comediantes bajaron históricos cortejos en los entierros de dramaturgos como Lope o Ramón de la Cruz, o de toreros como Pepe Hillo, y que también vagó sonámbulo el romántico José Cadalso en busca de su amada muerta, la actriz María Ibáñez.
Con un legendario pasado de calle de la prostitución que inspiraría frases como "calle Huertas, más putas que puertas", ya que a finales del siglo xx, Huertas dio nombre al conjunto de la zona como barrio “con marcha”, tapeo, bares, restaurantes y locales nocturnos. La euforia de los herederos de la taberna de Lepre (en la que, según dejó escrito Quevedo, uno de los Fúcares cortejó a la hija del dueño, llegando a hacerla su desgraciada esposa) disminuyó en el inicio del siglo xxi tras reiteradas quejas de los vecinos y la inclusión de la zona en el plan de calles peatonales de la capital de España.

### Edificios y vecinos
Al inicio de la calle, en la esquina con la calle del Príncipe se conserva el Palacio de Santoña, en su origen propiedad de Ruy López de Vega, y en el que luego habitaron distintos personajes: aristócratas como Juan Manuel de Manzanedo (duque de Santoña), príncipes desterrados como Muley Xeque, “el príncipe Negro”; o políticos como José Canalejas. Finalmente, el edificio fue vendido el 6 de junio de 1933 a la Cámara de Comercio e Industria de Madrid. En el número 6, Inocencio Riesco Le Grand, José Moreno Llamas, Manuel Pita y José Repullés fundaron el 7 de noviembre de 1837, la Sociedad Fomento de las Artes como centro de enseñanza para las clases populares.
Bajando la calle se encuentran fachadas de los edificios ocupados por la Real Academia de la Historia, como el Nuevo Rezado, obra de Juan de Villanueva y el palacio del Marqués de Molins, en el número 2 de la calle del Amor de Dios, con fachada a la de Huertas. 
En el número 30, esquina a la calle del León tuvo sede nacional la Asociación General de Ganaderos, heredera del Concejo de la Mesta, en cuyo edificio murió Leandro Rubio, consultor de dicha institución y consejero de Estado. 

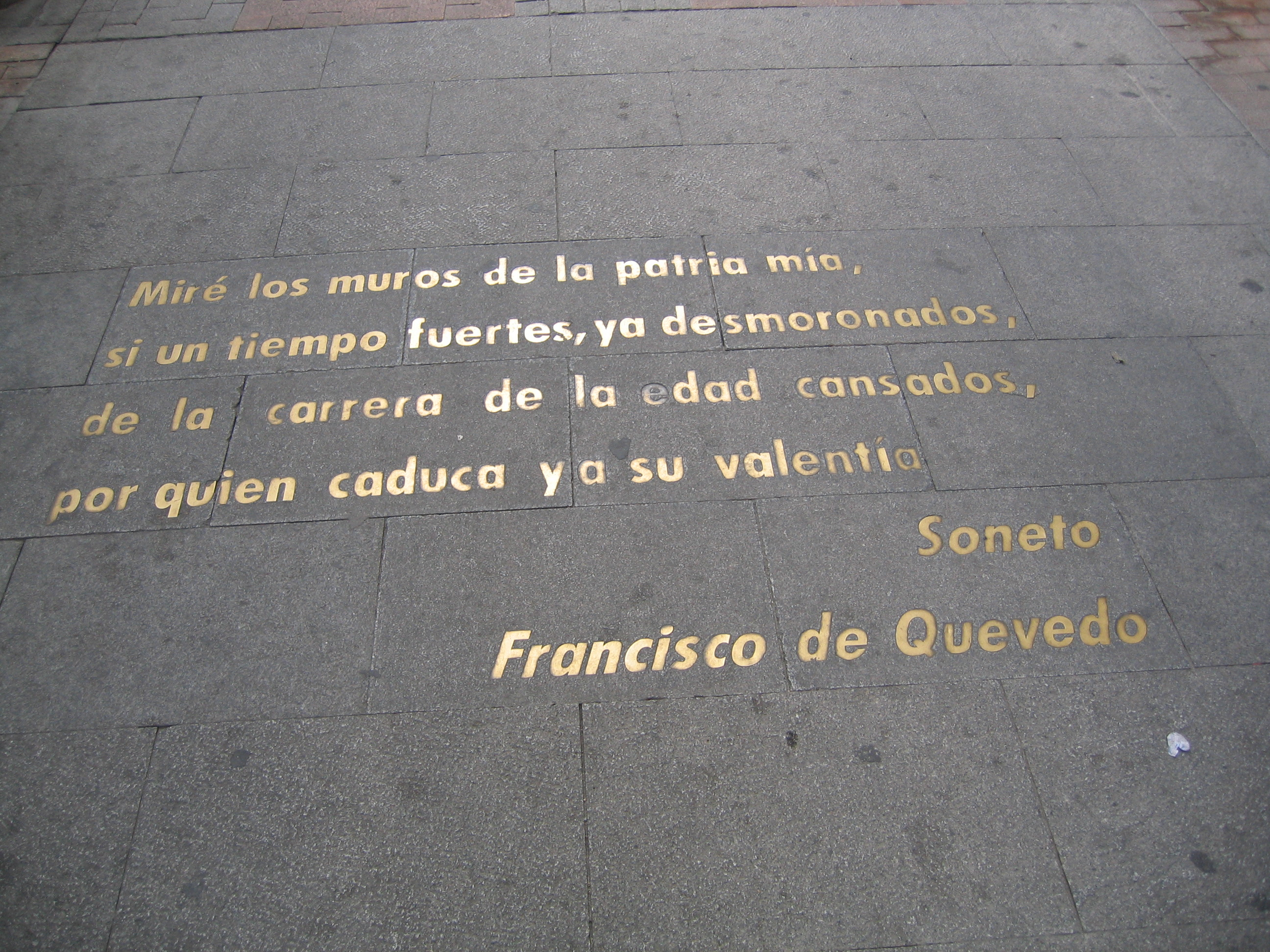
Versos de Quevedo en el pavimento de la calle.

También hay noticia de que Miguel de Cervantes vivió en el número 16 de esta calle, y de que en el inmueble del número 15 murió  el 18 de mayo de 1883, el ministro Manuel Orovio Echagüe, autor del Decreto Orovio. 
La calle de las Huertas acaba en la plazuela donde estuvo la Real Fábrica de Platería de Martínez de la que sólo queda el nombre y una fuente.
La historia municipal ha dejado un curioso legado de placas y lápidas de homenaje a corporaciones y vecinos de esta calle como lo fueron: el Honrado Concejo de la Mesta, el dramaturgo Nicolás Fernández de Moratín, el dibujante Daniel Urrabieta Vierge, el jurista José María Manresa Navarro, el académico Ricardo Becerro de Bengoa (que murió en su casa de esta calle), o la escritora Elena Fortún. También hay, grabados en oro sobre el pavimento, unos versos del citado Moratín, y el cuarteto) de un conocido soneto de Quevedo, maestro del conceptismo en el Siglo de Oro Español.